# Anthea Sylbert
Anthea Sylbert (* 6. Oktober 1939 in New York City, Vereinigte Staaten; † 18. Juni 2024 in Skiathos, Griechenland) war eine US-amerikanische Kostümbildnerin, Filmproduzentin und Drehbuchautorin.

## Leben
Anthea Sylbert erhielt ihre künstlerische Ausbildung an der Parsons School of Design ihrer Heimatstadt New York. Ihre ersten Jobs führten sie in die Modebranche der Stadt. Anschließend, in den frühen 60er Jahren, wurde sie auch für Theaterinszenierungen am Broadway herangeholt.
1967 wechselte Anthea Sylbert zum Film, wo sie ihre Tätigkeit als Kostümbildnerin fortsetzte. Anthea Sylbert versorgte zunächst eine Reihe von urbanen, kommerziell nicht allzu erfolgreichen Produktionen, ihre Arbeiten zu zwei Roman-Polański-Inszenierungen, Rosemaries Baby und Chinatown, brachten ihr hingegen viel Anerkennung ein. Für ihre Kostümentwürfe zum letztgenannten Film sowie zu Fred Zinnemanns Frauen- und Zeitdrama Julia, beides Zeitreisen in die 1930er Jahre, wurde Anthea Sylbert für jeweils einen Oscar nominiert.
Nach sieben Jahren Filmabstinenz kehrte Anthea Sylbert 1984 zum Kino zurück und begann die folgenden acht Jahre exklusiv Filme mit Goldie Hawn zu produzieren. Dabei stand Hawn ihr zumeist auch in der Funktion einer Mitproduzentin zur Seite. Nach beider gemeinsamer Produktion Power of Love trennten sich beider Wege, und Anthea Sylbert produzierte nur noch Fernsehfilme. Zu den letzten beiden Produktionen (1998/99) schrieb sie auch, gemeinsam mit ihrem Ehemann, dem Schauspieler Richard Romanus, das Drehbuch. Im Alter von 60 Jahren zog sich Anthea Sylbert endgültig aus dem Filmgeschäft zurück.
In jüngeren Jahren war Anthea Sylbert mit dem Filmarchitekten Paul Sylbert verheiratet. Ihr damaliger Schwager war der Filmarchitekt und zweimalige Oscar-Gewinner Richard Sylbert.

## Filmografie

### Kostümbild
- 1967: Der Tiger schlägt zurück (The Tiger Makes Out)
- 1968: Rosemaries Baby
- 1968: Pokerspiel für Zwei (Where It’s At)
- 1968: Der Tätowierte (The Illustrated Man)
- 1969: Ein Trottel kommt selten allein (Some Kind of Nut)
- 1969: John und Mary
- 1970: Hopp, hopp (Move)
- 1970: Keiner killt so schlecht wie ich
- 1970: Die Kunst zu lieben (Carnal Knowledge)
- 1971: The Steagle
- 1971: Die Cowboys
- 1972: In schlechter Gesellschaft
- 1972: Pferdewechsel in der Hochzeitsnacht
- 1973: Der Tag des Delphins
- 1974: Chinatown
- 1974: Shampoo
- 1975: Mitgiftjäger (The Fortune)
- 1976: Der letzte Tycoon
- 1976: King Kong
- 1976: Julia
- 1977: F.I.S.T. – Ein Mann geht seinen Weg

### Produktion
- 1984: Protocol – Alles tanzt nach meiner Pfeife
- 1986: American Wildcats
- 1987: Overboard – Ein Goldfisch fällt ins Wasser
- 1990: My Blue Heaven
- 1991: Getäuscht
- 1992: Criss Cross – Überleben in Key West (CrissCross)
- 1995: Power of Love
- 1995: Truman (Fernsehfilm)
- 1997: Hope (Fernsehfilm)
- 1998: Anna und der Geist (Fernsehfilm) (auch Co-Drehbuch)
- 1999: Wer an Wunder glaubt (If You Believe) (Fernsehfilm) (auch Co-Drehbuch)